# Römisch-katholische Kirche in Äthiopien
Die Römisch-katholische Kirche in Äthiopien ist Teil der weltweiten römisch-katholischen Kirche.
Es gibt rund 800.000 Katholiken in Äthiopien – knapp unter 1 Prozent der Gesamtbevölkerung. Sie stellen damit die drittgrößte christliche Konfession nach den Angehörigen der Äthiopisch-orthodoxe Tewahedo-Kirche und den  Protestanten in Äthiopien.
Es gibt zwei Teilkirchen eigenen Rechts mit eigener Hierarchie, die katholische Kirche (Römischer Ritus) mit acht apostolischen Vikariaten und einer apostolischen Präfektur, und die mit Rom unierte Äthiopisch-katholische Kirche (Äthiopischer Ritus) mit einer Erzeparchie und drei Eparchien. Der Äthiopische Ritus ist eine Sonderform des Alexandrinischen Ritus.
Der Heilige Stuhl und Äthiopien unterhalten volle diplomatische Beziehungen. Apostolischer Nuntius ist seit April 2025 Erzbischof Brian Udaigwe.

## Gliederung
Lateinische Kirche
- Apostolisches Vikariat Awasa
- Apostolisches Vikariat Gambella
- Apostolisches Vikariat Harar
- Apostolisches Vikariat Hosanna
- Apostolisches Vikariat Jimma-Bonga

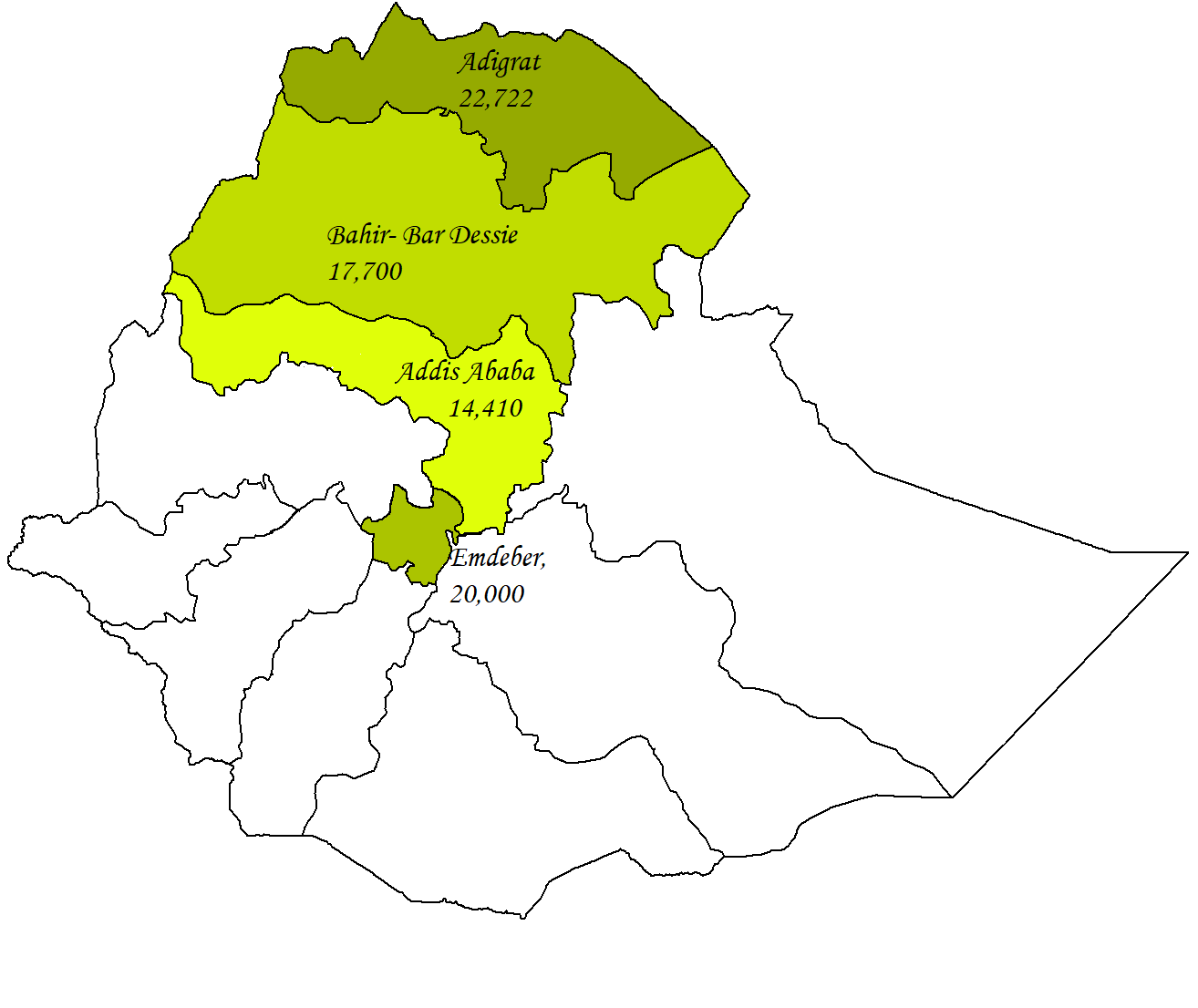
Die vier Eparchien der Äthiopisch-katholischen Kirche

- Apostolisches Vikariat Meki
- Apostolisches Vikariat Nekemte
- Apostolisches Vikariat Soddo
- Apostolische Präfektur Robe

Äthiopisch-katholische Kirche
- Erzeparchie Addis Abeba
  - Eparchie Adigrat
  - Eparchie Emdeber
  - Eparchie Bahir Dar-Dessie

## Geschichte
Die portugiesischen Entdeckungsreisen Ende des fünfzehnten Jahrhunderts ebneten den Weg für direkte Kontakte zwischen der Kirche in Rom und der äthiopisch-orthodoxen Ostkirche im Kaiserreich Abessinien. Der Portugiese Afonso Mendes wurde von Papst Urban VIII. 1622 als Patriarch von Äthiopien bestellt.
Kaiser Fasilides vertrieb 1636 die Patriarchen und europäischen Missionare, einschließlich Jerónimo Lobo, aus dem Land. Die bis dahin guten Kontakte, die der Kaiser mit Rom hatte, kamen zum Erliegen.
Allerdings entstand die Äthiopisch-Katholische Kirche mit der Kirchenprovinz Addis Abeba, welche mit der römisch-katholischen Kirche in Rom uniert ist.
Zur Zeit der Besetzung Äthiopiens durch italienische Truppen nach dem Italienisch-Äthiopischen Krieg 1936 und der Vereinigung Äthiopiens mit der Kolonie Italienisch-Eritrea wurden Versuche unternommen, die Äthiopier zwangsweise zur Konversion zum Katholizismus zu veranlassen.